# 바브라 반다
바브라 반다(영어: Barbra Banda, 2000년 3월 20일~)는 잠비아의 여자 축구 선수로 포지션은 공격수이다. 현재 미국 내셔널 위민스 사커 리그의 올랜도 프라이드와 잠비아 여자 축구 대표팀에서 활동하고 있으며 대표팀의 주장을 맡고 있다.
2016년 그린 버펄로스 위민 FC에서 프로 선수 경력을 시작했고 EDF 로그로뇨, 상하이 성리에서 활동한 후 2024년 올랜도 프라이드로 이적하며 가장 많은 이적료를 기록한 여자 축구 선수 2위 기록을 세웠다. 내셔널 위민스 사커 리그에서의 첫 번째 시즌에 소속팀의 NWSL 실드와 2024년 내셔널 위민스 사커 리그 시즌 우승에 기여했고 2024시즌 NWSL 챔피언십 MVP와 BBC 2024년의 여자 축구 선수로 선정되었다.
2016년부터 잠비아 여자 축구 국가대표팀에서 활동하고 있으며 2개의 올림픽 여자 축구 대회에서 3번의 해트트릭을 기록하며 올림픽 축구에서 가장 많은 득점을 기록한 아프리카 여자 축구 선수 기록을 가지고 있다. 그녀는 2022년 COSAFA 위민스 챔피언십에서 대표팀의 대회 우승에 기여했고 총 10득점을 기록하며 대회 최다 득점자로 선정되었다.

## 국가대표팀 경력
반다는 2014년 3월에 열린 2014년 FIFA U-17 월드컵에 잠비아 U-17 대표팀의 일원으로 참가했다. 그녀는 이 대회 도중 만 14세가 되었다.
2016년 3월 6일 나미비아와의 2016년 아프리카 네이션스컵 참가 예선 경기를 통해 잠비아 대표팀에 데뷔했다.
반다는 2021년 일본 도쿄에서 열린 2020년 하계 올림픽에 대표팀 주장으로 참가했다. 그녀는 대표팀이 기록한 7골 중 6골을 기록했으며 네덜란드 여자 축구 국가대표팀을 상대로 해트트릭을 기록했다. 또한 중국과의 경기에서 승점을 얻는데 공헌했다. 잠비아 여자 대표팀은 올림픽 대회 성적으로 2023년 FIFA 여자 월드컵 출전권을 획득하면서 최초로 월드컵 본선무대에 진출한 잠비아 대표팀이 되었다. 그녀는 월드컵 본선에서 코스타리카를 상대로 득점을 기록하여 대표팀의 월드컵 본선 첫 승리에 기여했다. 